# Siderno
Siderno – miejscowość i gmina we Włoszech, w regionie Kalabria, w prowincji Reggio Calabria.
Według danych na rok 2004 gminę zamieszkiwało 16 917 osób, 545,7 os./km².

## Miasta partnerskie
- Sasso Marconi
- Thunder Bay